# Ostoja Żyznów
Ostoja Żyznów este o arie protejată (sit de importanță comunitară — SCI) din Polonia întinsă pe o suprafață de 4.480,03 ha, integral pe uscat.

## Localizare
Centrul sitului Ostoja Żyznów este situat la coordonatele 50°32′33″N 21°29′20″E / 50.5424°N 21.4888°E.

## Înființare
Situl Ostoja Żyznów a fost declarat sit de importanță comunitară în octombrie 2009 pentru a proteja 16 specii de animale.

## Biodiversitate
Situată în ecoregiunea continentală, aria protejată conține 15 habitate naturale: Lacuri eutrofice naturale cu vegetație de tip Magnopotamion sau Hydrocharition, Cursuri de apă de la nivel de câmpie la nivel montan, cu vegetație Ranunculion fluitantis și Callitricho-Batrachion, Pajiști calcaroase din nisipuri xerice, Pajiști uscate seminaturale și facies de acoperire cu tufișuri pe substraturi calcaroase (Festuco-Brometalia) (* situri importante pentru orhidee), Pajiști cu Molinia pe soluri calcaroase, turboase sau argilos-nămoloase (Molinion caeruleae), Fânețe de joasă altitudine (Alopecurus pratensis, Sanguisorba officinalis), Turbării active, Mlaștini turboase de tranziție și turbării mișcătoare, Pante stâncoase calcaroase cu vegetație casmofită, Păduri de fag Luzulo-Fagetum, Păduri de stejar și carpen Galio-Carpinetum, Păduri acidofile de stejar bătrân cu Quercus robur pe câmpii nisipoase, Mlaștini împădurite, Păduri aluvionare cu Alnus glutinosa și Fraxinus excelsior (Alno-Padion, Alnion incanae, Salicion albae), Păduri mixte riverane de Quercus robur, Ulmus laevis și Ulmus minor, Fraxinus excelsior sau Fraxinus angustifolia, de-a lungul marilor râuri (Ulmenion minoris).
La baza desemnării sitului se află mai multe specii protejate:
- amfibieni (1): buhai de baltă cu burta roșie (Bombina bombina)
- mamifere (3): liliac cârn (Barbastella barbastellus), castor (Castor fiber), vidră de râu (Lutra lutra)
- nevertebrate (9): fluturele purpuriu (Lycaena dispar), Lycaena helle, Ophiogomphus cecilia, Osmoderma eremita, Phengaris nausithous, Phengaris teleius, Unio crassus, Vertigo angustior, Vertigo moulinsiana
- pești (3): zglăvoacă (Cottus gobio), cicar (Lampetra planeri), boarță (Rhodeus amarus)